# 真庭市立八束小学校

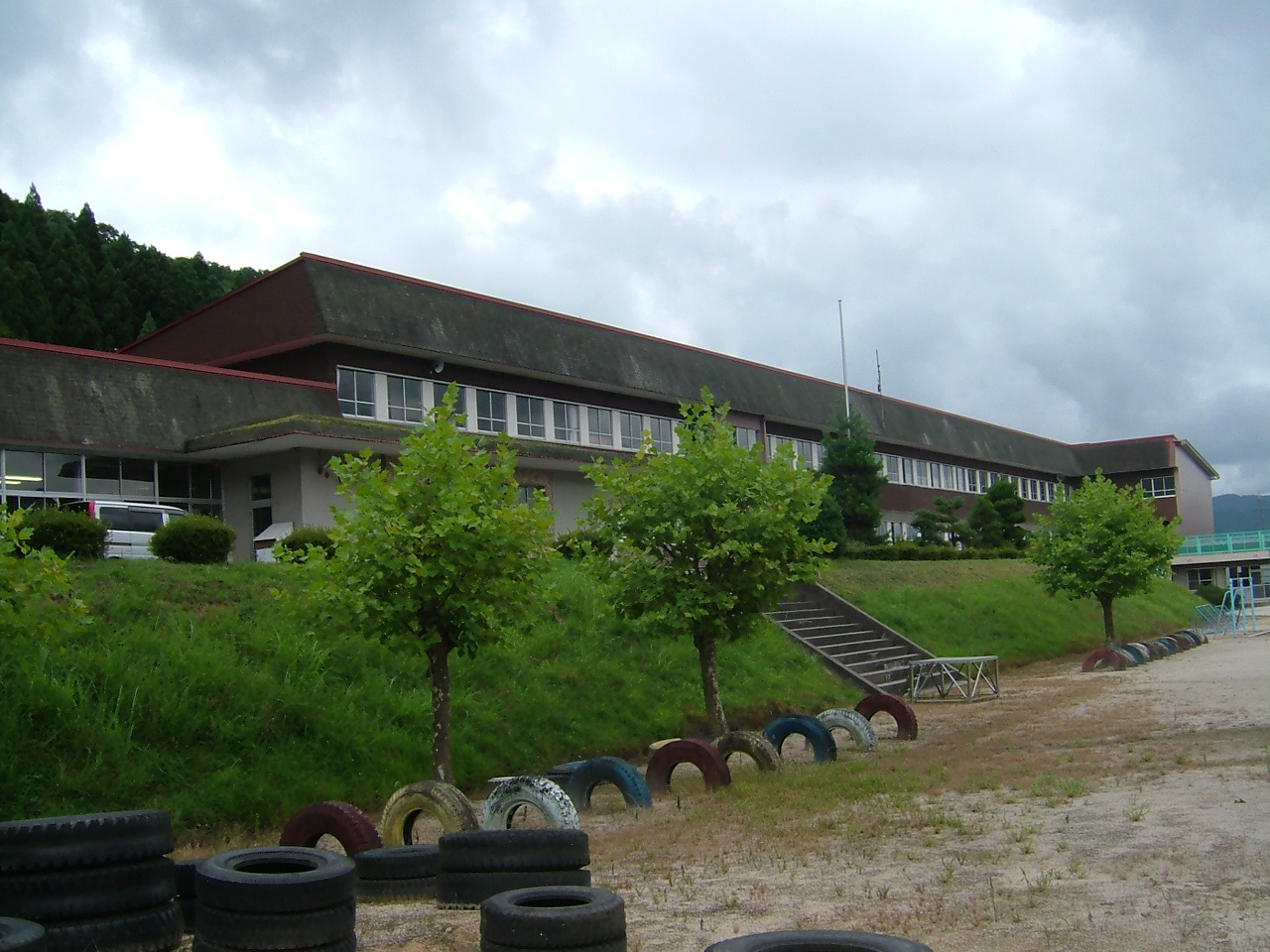
旧校舎

真庭市立八束小学校（まにわしりつ やつかしょうがっこう）は、岡山県真庭市蒜山下見にある公立小学校。

## 概要
校舎は真庭市北部の蒜山高原に位置し、冬には積雪地の特性を生かしたアルペンスキー、ノルディックスキーの学習も行っている。

## 沿革
- 1970年（昭和45年）4月 - 八束村立長田小学校と八束村立福田小学校が名目統合し蒜山教育事務組合立八束小学校開校、それぞれ長田校舎・福田校舎と改称[1]。
- 1972年（昭和47年）4月 - 現在地に統合新校舎が落成。
- 1973年（昭和48年）9月 - プール完成。
- 1974年（昭和49年）12月 - スキー倉庫完成、スキー50台購入。
- 1996年（平成8年）8月 - 体育館緞帳。
- 2000年（平成12年）5月 - パソコン教室完成。
- 2005年（平成17年）3月 - 町村合併により真庭市立八束小学校と改称。
- 2011年（平成23年）3月 - 屋内運動場完成。
- 2012年（平成24年） - 校舎耐震強度不足のため新校舎の建設が始まる。

## 通学区域
- 蒜山中福田、蒜山富掛田、蒜山富山根、蒜山下福田、蒜山上長田、蒜山下長田、蒜山下見蒜山東茅部（大森のみ）[2]。

## 進学先中学校
- 真庭市立蒜山中学校

## 校区内の主な施設
- 岡山県立勝山高等学校蒜山校地
- 蒜山郷土博物館
- 菅公アパレル蒜山工場（旧長田小学校）
- 蒜山郷土館（旧福田小学校）